# Hastula aciculina
Hastula aciculina é uma espécie de gastrópode do gênero Hastula, pertencente a família Terebridae.